# Servilia

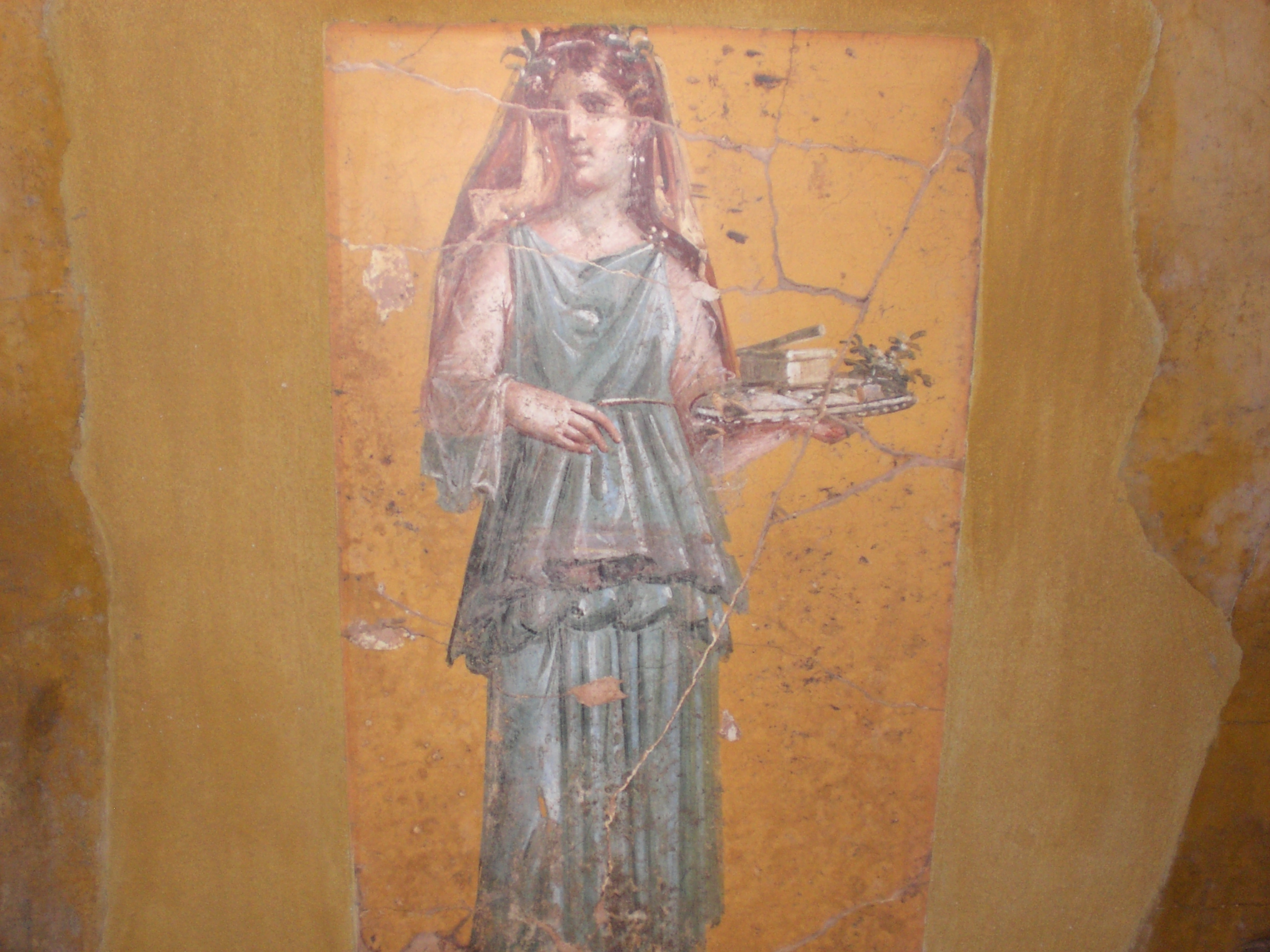
Fresco de una noble romana.

Servilia (100/99 a. C.-c. 40 a. C.) fue una patricia, hija de Quinto Servilio Cepión y de Livia. También era hermana materna de Marco Porcio Catón el Joven.[cita requerida]

## Vida
Servilia creció en la casa del tribuno Marco Livio Druso, un tío materno, después del escandaloso divorcio de sus padres. Posteriormente se casó con trece o catorce años con Marco Junio Bruto, hijo de un partidario del régimen de Cayo Mario, Lucio Cornelio Cinna y Cneo Papirio Carbón. Un año después, en 85 a. C., Servilia tuvo un hijo, Marco Junio Bruto, uno de los futuros asesinos de Cayo Julio César. Tras la muerte de su primer marido, se casó con Décimo Junio Silano, el cónsul del año 62 a. C., con quien tuvo tres hijas, todas llamadas Junia. Junia Prima, casada con el cónsul Publio Servilio Vatia Isáurico, Junia Segunda que se casaría con Marco Emilio Lépido, el futuro triunviro (junto con Octaviano y Marco Antonio), y Junia Tercia, la más joven, que se casaría con Cayo Casio Longino, otro de los asesinos de César.
Pero la mayor contribución de Servilia a la historia, aparte de su hijo, fue el hecho de ser la amante favorita de Julio César. Una anécdota famosa (y no contrastada con las fuentes, como Cicerón o Salustio únicas fuentes de la Conjura de Catilina) cuenta que, durante la reunión del Senado en la que se discutía la conspiración de Catilina, Servilia le mandó una carta de amor. César trató de leer el mensaje discretamente pero Catón, su mayor enemigo, lo vio y lo acusó de estar involucrado en la conspiración y de haber recibido una carta de Catilina o de sus partidarios. César afirmó que el mensaje era de una amante pero Catón no le creyó. Entonces, César le entregó amablemente la carta. Desgraciadamente para él, César tenía razón; Catón, furioso y avergonzado tras la lectura de la carta, se la arrojó a César gritándole "¡Toma, borracho!". Así fue como salió a la luz su relación con César.
Como pruebas del aprecio que tenía César por Servilia, Suetonio cita varios casos: 

Sin embargo, César amó más que a nadie a Servilia, madre de Marco Bruto, a quien durante su primer consulado le regaló una perla que valía seis millones de sestercios, mientras que durante la guerra civil, además de otras donaciones le adjudicó por una puja mínima grandes propiedades subastadas, ocasión en que Cicerón le dijo en broma: «Para que lo sepáis, la compra ha sido más ventajosa, pues se le ha deducido un tercio». Se rumoreaba, en efecto, que la hija de Servilia, Tercia, también amaba a César.
(Cayo Suetonio Tranquilo, Vidas de los Doce Césares, César, 50, 3-4)

La relación de Servilia con César duró desde el año 63 a. C. hasta el asesinato de este último en el 44 a. C.
Después del asesinato de César por parte de su hijo Marco Junio Bruto y su yerno Cayo Casio Longino, los conspiradores se reunieron en la casa de Servilia y su consejo fue tenido en cuenta (aunque no hay pruebas de que estuviera involucrada en la conspiración). A pesar de esto, Servilia pudo escapar indemne de las proscripciones del segundo triunvirato. Después de la muerte de Bruto, cuyas cenizas le fueron enviadas desde la ciudad de Filipos donde libró su última batalla, vivió al cuidado de Tito Pomponio Ático, amigo de Cicerón, hasta su muerte, al parecer por causas naturales, sucedida después de 42 a. C.